# Мариенбург (платформа)
Мариенбу́рг — остановочный пункт Октябрьской железной дороги в черте города Гатчина Ленинградской области на однопутном перегоне Пудость - Гатчина-Пассажирская-Балтийская линии Санкт-Петербург — Гатчина-Балтийская. Расположен в микрорайоне Мариенбург у перекрёстка улиц Воскова и Куприна. У платформы имеется зал ожидания с билетными кассами.
На платформе останавливаются все проходящие через неё пригородные поезда.

## История
Платформа была построена в 1879 году по инициативе и на средства жителей Мариенбурга. Проект платформы и вокзала был выполнен архитектором П. С. Купинским.
В 1937 году через остановочный пункт прошла электрификация участка Тайцы - Гатчина-Пассажирская-Балтийская. Напряжение в контактной подвеске тогда составляло 1,5 кВ постоянного тока.
В 1948 году движение электросекций было восстановлено после разрушений в результате боевых действий во время ВОВ.
В 1966 году станция была переведена на напряжение 3,3 кВ в составе участка Лигово - Гатчина-Пассажирская-Балтийская.

## Фотогалерея

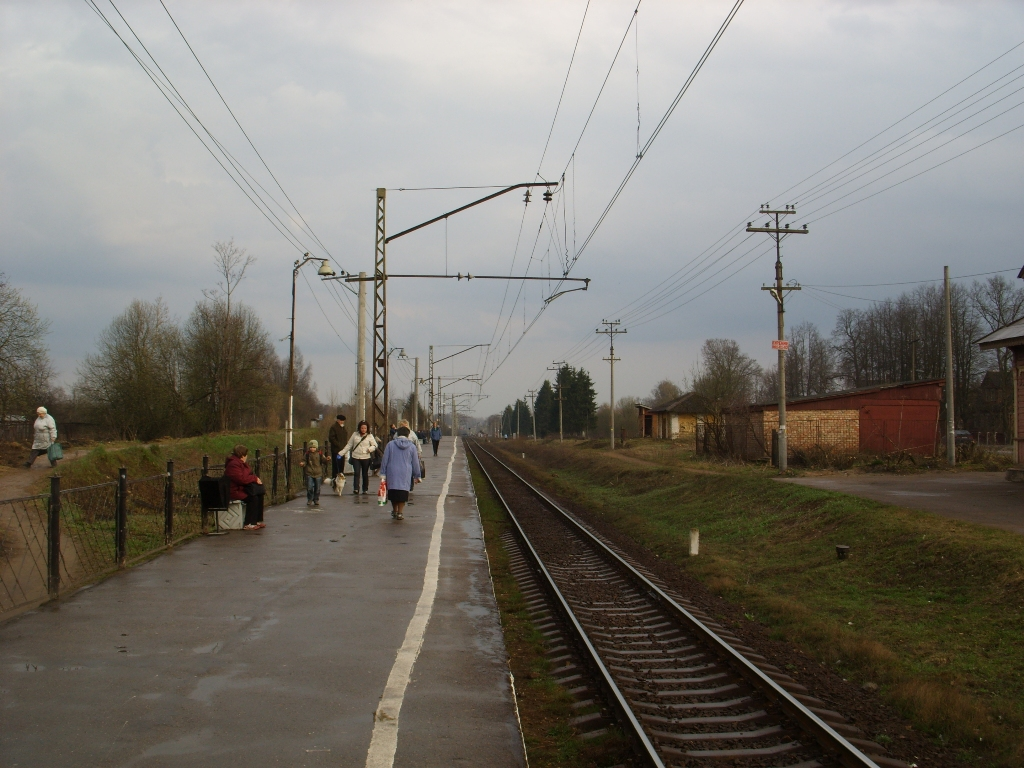
Вид на юг
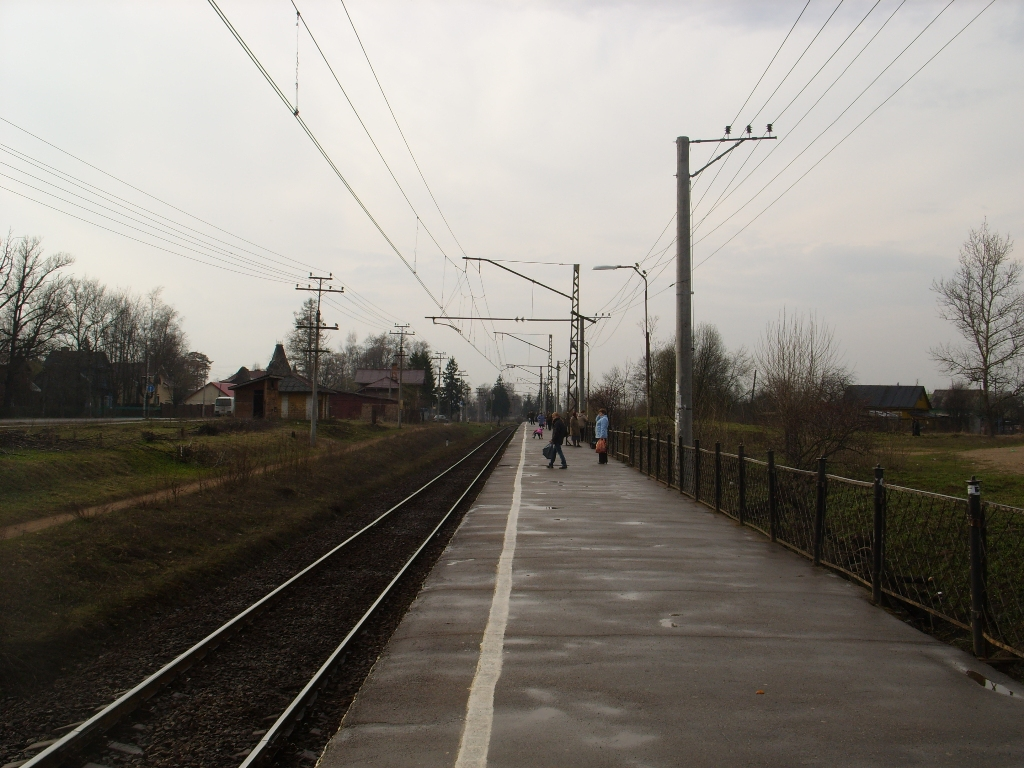
Вид на север
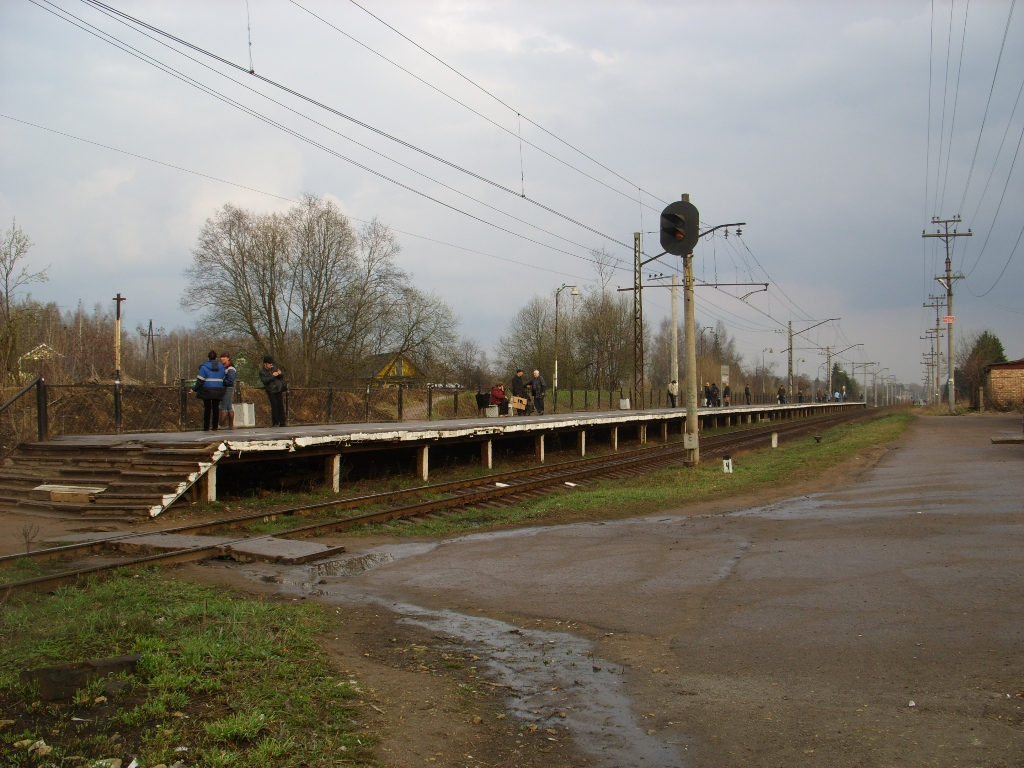
Вид сбоку
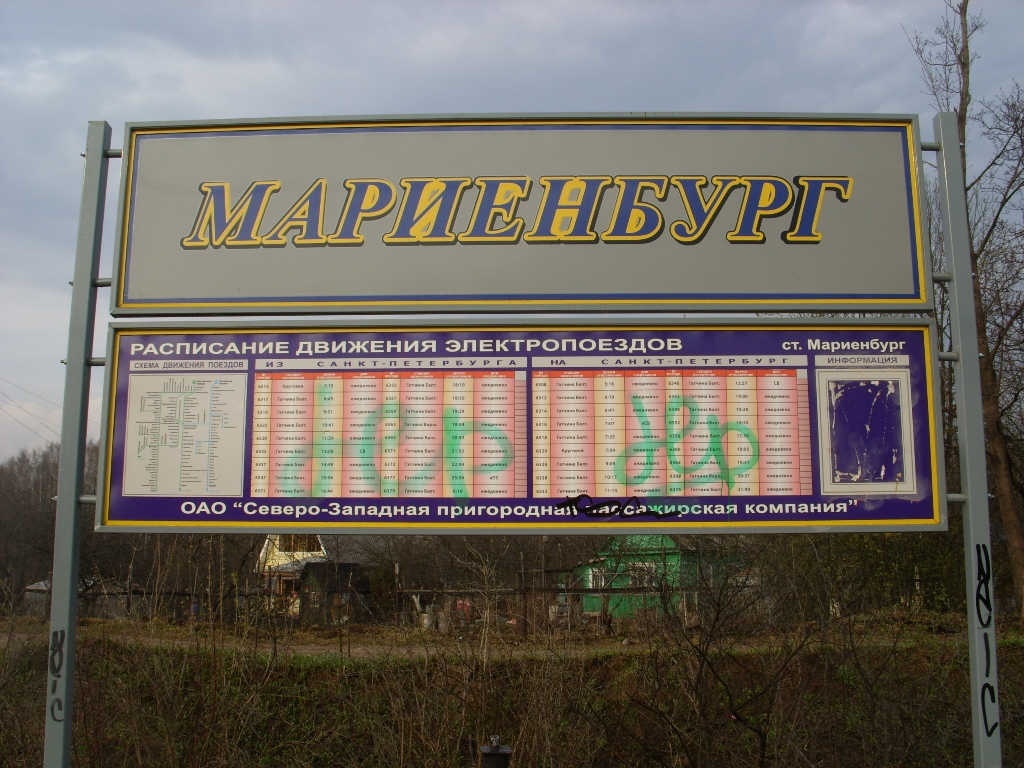
Новый указатель с названием платформы
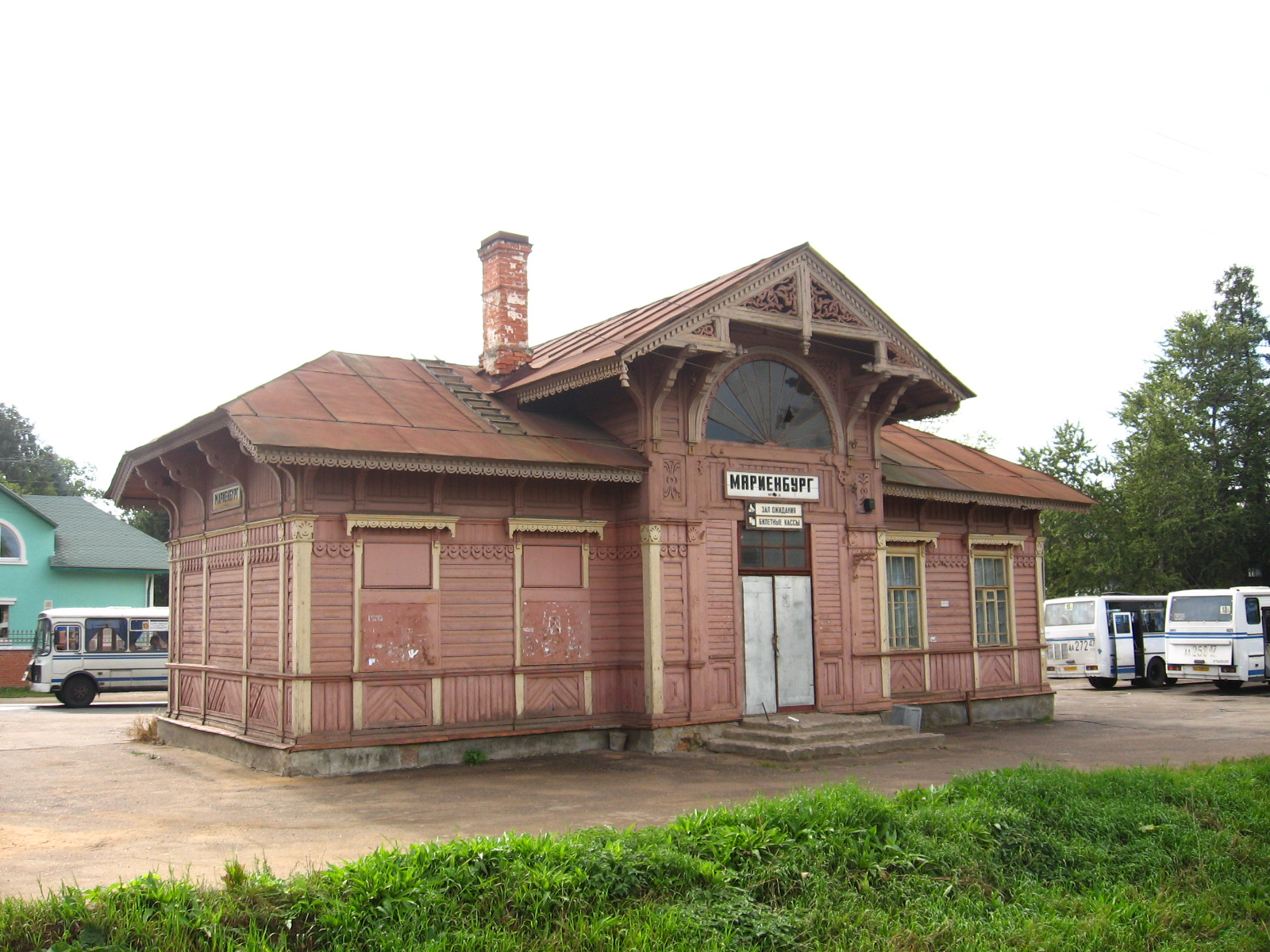
Здание вокзала

## Автобусы
У платформы расположены автобусные остановки городских и пригородных маршрутов:
- № 3, 7, 20, 28
- № К-18А Гатчина — Санкт-Петербург
- № 518 Гатчина — Терволово
- № 525 Гатчина — Новый Учхоз
- № 533 Гатчина — Кипень
- № 537 Гатчина — ж./д. ст. Тайцы
- № 543 Гатчина — Елизаветино